# 斯切戈姆

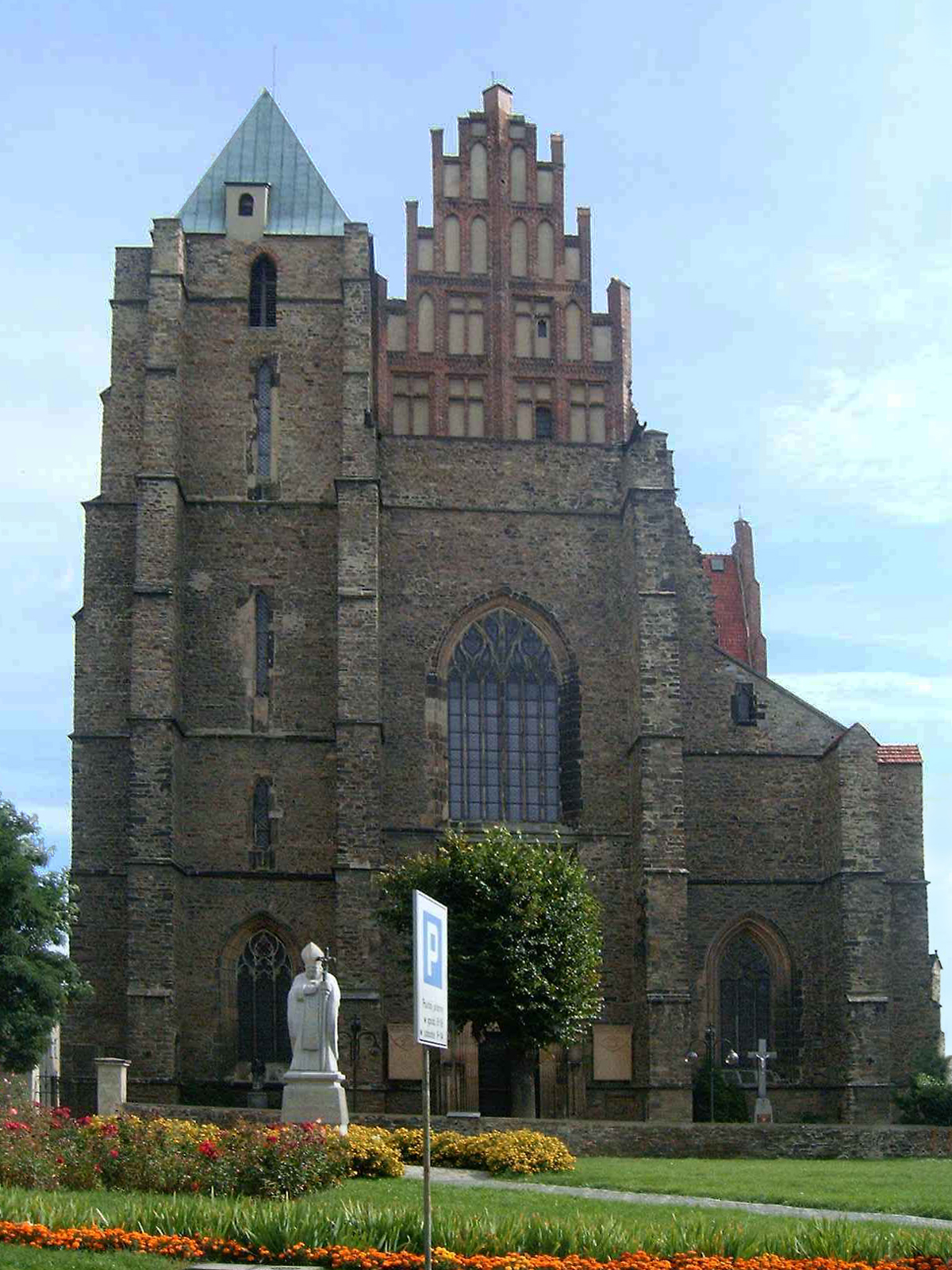

斯切戈姆是波蘭的城鎮，位於該國西南部，距離首府弗罗茨瓦夫52公里，由下西里西亞省負責管轄，面積20.49平方公里，海拔高度230米，2006年人口16,782。

## 外部連結
- Jewish Community in Strzegom （页面存档备份，存于） on Virtual Shtetl

50°57′40″N 16°20′40″E / 50.96111°N 16.34444°E